# 檳恩國家公園

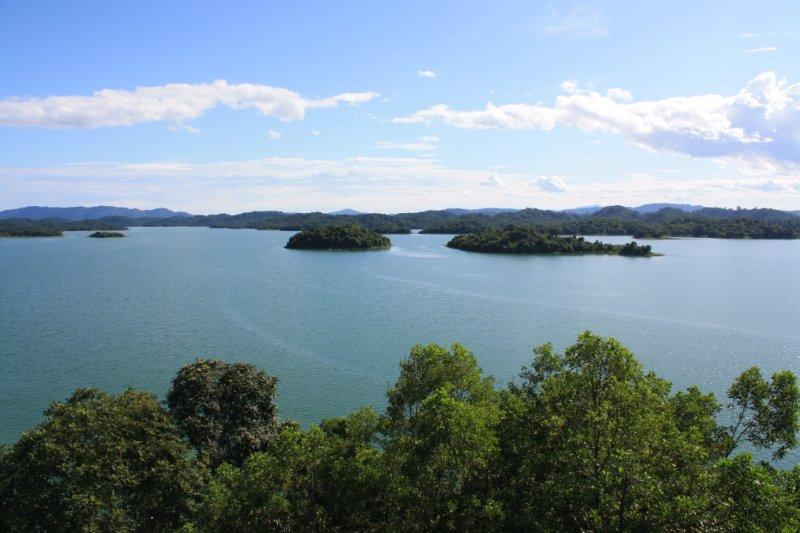

19°37′00″N 105°31′30″E / 19.61667°N 105.52500°E
檳恩國家公園是越南的國家公園，位於該國中北部清化省，處於清化市西南部46公里，成立於1992年，面積147平方公里，有201種鳥類、31種兩棲類、54種爬蟲類、68種魚類等野生動物棲息。